# Scipio Aemilianus
Publius Cornelius Scipio Aemilianus Africanus minor Numantinus (n. 185 î.Hr.; † 129 î.Hr.), adesea numit Scipio Aemilianus sau „Scipio cel tânăr“ pentru a fi deosebit de Scipio Africanus sau "Scipo cel bătrân", a fost fiul cel mai mic al lui Lucius Aemilius Paullus Macedonicus, cuceritorul Macedoniei.
Fiind ales consul, a condus ultima luptă din Al Treilea Război Punic distrugând Cartagina și punând capăt războaielor punice.
1. 1 2  P. Cornelius (335) P. f. P. n. Scipio Africanus Aemilianus, Digital Prosopography of the Roman Republic, accesat în 29 iunie 2021
2. ↑  RSKD / Papirii[*] Verificați valoarea |titlelink= (ajutor)
3. 1 2 3  Digital Prosopography of the Roman Republic, accesat în 10 iunie 2021
4. 1 2 3  P. Cornelius (335) P. f. P. n. Scipio Africanus Aemilianus, Digital Prosopography of the Roman Republic, accesat în 10 iunie 2021